# Haas-Haus
Haas-Haus − budynek usługowy w Wiedniu oddany do użytku w 1990.

## Historia
Zlokalizowany na placu św. Szczepana, w sąsiedztwie Katedry Świętego Szczepana Męczennika, w miejscu zajmowanym uprzednio przez dwa domy towarowe o tej samej nazwie: pierwszy istniejący w latach 1865−1945, oraz drugi istniejący w latach 1953−1985.
Zaprojektowany w latach 1986−1987 przez architekta Hansa Holleina wraz zespołem, którego członkiem był m.in. Andrzej Kapuścik, jako luksusowy dom handlowy oraz budynek biurowy. Inwestorami były instytucja finansowa Zentralsparkasse der Gemeinde Wien oraz dwa zakłady ubezpieczeń: Wiener Städtische oraz Wiener Verein. Oddany do użytku w 1990. Przebudowany w 2002 na hotel oraz siedzibę wielokondygnacyjnego sklepu odzieżowego. W 2012 wpisany do rejestru zabytków.
Kontrowersje wzbudza jego postmodernistyczna architektura usytuowana w otoczeniu zabytkowych budynków Dzielnicy 1 Wiednia. Elewacje pokryte są marmurem oraz szkłem refleksyjnym, w którym odbijają się kontury i fasady okolicznej zabudowy zabytkowej.